# Glendon (Pensilvania)
Glendon es un borough ubicado en el condado de Northampton en el estado estadounidense de Pensilvania. En el año 2000 tenía una población de 367 habitantes y una densidad poblacional de 221.5 personas por km².

## Geografía
Glendon se encuentra ubicado en las coordenadas 40°39′44″N 75°14′09″O / 40.66222, -75.23583.

## Demografía
Según la Oficina del Censo en 2000 los ingresos medios por hogar en la localidad eran de $42,969 y los ingresos medios por familia eran $45,417. Los hombres tenían unos ingresos medios de $37,813 frente a los $33,375 para las mujeres. La renta per cápita para la localidad era de $17,593. Alrededor del 15.4% de la población estaba por debajo del umbral de pobreza.